# 伊拉克友好城市或姐妹城市列表

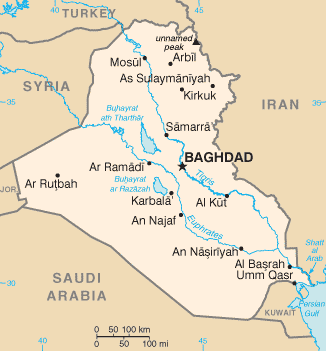
伊拉克地圖

本列表為有跟伊拉克城市結為友好城市（通常為歐洲城市）或姐妹城市（通常為其他地方的城市）的外國城市列表。儘管大部分包括的地方為城鎮，但該列表還包括具有相似聯繫的村、市、區和郡。

## B
巴格達
- 埃及開羅[1]
- 伊朗內沙布爾[2]
- 北韓平壤[3]
- 伊朗德黑蘭[4]

巴斯拉
- 亞塞拜然巴庫[5]
- 美國休士頓[6]
- 伊朗內沙布爾[2]

## D
達霍克
- 美國蓋恩斯維爾

## K
卡爾巴拉
- 伊朗馬什哈德[8]
- 伊朗內沙布爾[2]
- 伊朗庫姆[9]
- 伊朗大不里士[10]

## N
納傑夫
- 美國明尼阿波利斯[11]
- 伊朗納傑法巴德[12]
- 伊朗馬什哈德[8]

## Q
卡伊姆
- 美國拉古納尼蓋爾

## R
拉尼耶
- 美國杜魯斯

## T
泰勒阿費爾
- 土耳其梅拉姆